# アメリカ音楽院
アメリカ音楽院（仏語 Conservatoire américain de Fontainebleau; 英語 Fontainebleau Schools）は、1921年設立、フランス、フォンテーヌブローにある音楽学校。フォンテーヌブロー・アメリカ音楽院、フォンテーヌブロー音楽院とも呼ばれる。1923年には美術学校も開校し、両方でフォンテーヌブロー学校とも呼ばれる。

## 歴史
第1次世界大戦中のアメリカで、米軍軍楽隊のレベルアップを企図したパーシング将軍は、米軍司令部を置いていたフランスのショーモンに音楽学校を設立するよう、ニューヨーク・フィルの指揮者ウォルター・ダムロッシュに依頼した。学校は作曲家で教師のフランシス・カサドシュが率いた。
戦争が終わるとダムロッシュとカサドシュは音楽学校を継続することにして、フランス政府の助成を得、1921年にアメリカ音楽院がフォンテーヌブロー城のルイ15世館に開校された。アメリカ音楽院は初代院長に作曲家でオルガニストのシャルル＝マリー・ヴィドールを迎え、将来性のある若者にフランスの最高の音楽教育を授けることを目標にした。
音楽院の輝かしい教師には、モーリス・ラヴェル、マルセル・デュプレ、ロベールとギャビー・カサドシュ、フィリップ・アントルモン、パスキエ・トリオ、ジャン・フランセ、アンリ・デュティユー、ジルベール・アミ、ベッツィ・ジョラス、アンドレ・ブクレシュリエフ、ピエール・アモイヤル、スヴャトスラフ・リヒテル、ムスティスラフ・ロストロポーヴィチ、ユーディ・メニューイン、アントン・ルビンシテイン、そしてレナード・バーンスタインなどがいる。作曲と和声の卓越した教師ナディア・ブーランジェは、当初からこれらの教師に加わっていた。彼女が院長を務めた1949年から1979年の間に注いだエネルギー、知識、そして精神の全ては、音楽院の指針となった。
アメリカ音楽院で学んだ優れた音楽家には、アーロン・コープランド、クインシー・ジョーンズなど多くがいる。

## 美術学校
フォンテーヌブロー美術学校は1923年に設立され、絵画、建築、彫刻の分野で音楽学校と同じミッションで教育が行われている。時代を経て立地と建築分野のフランスの豊かな教育を背景に、建築に特化したプログラムを提供している。城と庭園のイメージに触発され、国際的に著名な指導者が集まっており、フェリックス・キャンデラ、バルクリシュナ・ドーシ、シーラ・ヒックス、ルシアン・クロール、ルネ・ペシェール、アルド・ファン・アイク、などが名を連ねている。